# Trachelipus anatolicus
Trachelipus anatolicus là một loài chân đều trong họ Trachelipodidae. Loài này được Frankenberger miêu tả khoa học năm 1950.